# Bains-sur-Oust
Bains-sur-Oust é uma comuna francesa na região administrativa da Bretanha, no departamento Ille-et-Vilaine. Estende-se por uma área de 44,68 km². Em 2010 a comuna tinha 3 637 habitantes (densidade: 81,4 hab./km²).